# Риу-Формозу
Риу-Формозу (порт. Rio Formoso) — муниципалитет в Бразилии, входит в штат Пернамбуку. Составная часть мезорегиона Мата-Пернамбукана. Входит в экономико-статистический микрорегион Мата-Меридиунал-Пернамбукана. Население составляет 20 918 человек на 2007 год. Занимает площадь 240 км². Плотность населения — 87 чел./км².

## История
Город основан в 1840 году.

## Статистика
- Валовой внутренний продукт на 2005 год составляет 138 956 000 реалов (данные: Бразильский институт географии и статистики).
- Валовой внутренний продукт на душу населения на 2005 год составляет 6359 реалов (данные: Бразильский институт географии и статистики).
- Индекс развития человеческого потенциала на 2000 год составляет 0,621 (данные: Программа развития ООН).

## География
Климат местности: тропический дождливый. В соответствии с классификацией Кёппена, климат относится к категории As'.